# Achham District
Achham District er et af Nepals 75 administrative og politiske regioner, betegnet distrikter (lokalt betegnet district, zilla, jilla el. जिल्ला). Achham er et distrikt i bakkeområdet Middle Hills, som ligger i Seti Zone i Far-Western Development Region.
Achham areal er 1.680 km² og der boede ved folketællingen 2001 i alt 231.285 og i 2007 258.345 i distriktet. Distriktets politiske organ District Development Committee er sammensat gennem indirekte valg, med repræsentation fra hver af de 9-17 administrative enheder ilakaer, hvert distrikt er opdelt i. 
Achham District er endvidere opdelt i 75 udviklingskommuner (lokalt navn: Gaun Bikas Samiti (G.B.S.) el. Village Development Committee (VDC)), hvoraf byer med over 10.000 indbyggere kategoriseres som købstæder (municipalities). 
Achham District er udviklingsmæssigt – gennem anvendelse af FN og UNDP's Human Development Index – kategoriseret som nr. 69 ud af Nepals 75 distrikter.